# Ninja Theory
 (novembre 2018).
Si vous disposez d'ouvrages ou d'articles de référence ou si vous connaissez des sites web de qualité traitant du thème abordé ici, merci de compléter l'article en donnant les références utiles à sa vérifiabilité et en les liant à la section « Notes et références ».
Ninja Theory Ltd. est un studio de développement britannique de jeux vidéo basé à Cambridge en Angleterre.

## Historique
Le studio est fondé en mars 2000 par Nina Kristensen, Mike Ball et Tameem Antoniades à Cambridge en Angleterre, avec pour seul budget 3000 £. Ninja Theory s'appelait alors « Just Add Monsters Ltd ».
Sous cette première appellation, le studio développe le jeu de combat parodique Kung Fu Chaos en 2003 sur Xbox. En 2007, Ninja Theory développe Heavenly Sword sur PlayStation 3. En juin 2008, Ninja Theory annonce Enslaved: Odyssey to the West, un jeu développé sur Xbox 360 et PlayStation 3 pour octobre 2010.
En septembre 2010, Ninja Theory dévoile au Tokyo Game Show son nouveau titre phare : DmC: Devil May Cry, un reboot de la saga Devil May Cry. En décembre 2014, Capcom a annoncé la sortie de DmC: Devil May Cry Definitive Edition sur Playstation 4 et Xbox One pour mars 2015.
Le premier jeu mobile de Ninja Theory: Fightback est sorti en 2013 sur iOS et Android. Il est édité par Chillingo et Electronic Arts. 
Lors de l'E3 2014, Sony dévoile lors de sa conférence le nouveau jeu du studio : Hellblade: Senua's Sacrifice. Le jeu est disponible depuis le 8 août 2017 en exclusivité temporaire du côté des consoles sur Playstation 4 et PC. Une version Xbox One sort le 11 avril 2018, suivi d'une version Nintendo Switch le 11 avril 2019.
Le 10 juin 2018, lors de la conférence Xbox de Microsoft à l’E3 2018, Phil Spencer annonce le rachat de Ninja Theory, rattaché à la branche Microsoft Studios. Le premier jeu exclusif à la Xbox One et à Windows, Bleeding Edge, est sorti le 24 mars 2020.

## Jeux développés

### en tant queJust Add Monsters
| Année | Jeu           | Plateformes |
| ----- | ------------- | ----------- |
| 2003  | Kung Fu Chaos | Xbox        |

### en tant queNinja Theory
| Année     | Jeu                                      | Plateformes                                                                                       | Remarques                                                                                             |
| --------- | ---------------------------------------- | ------------------------------------------------------------------------------------------------- | --- |
| 2007      | Heavenly Sword                           | PlayStation 3                                                                                     | |
| 2010      | Enslaved: Odyssey to the West            | Microsoft Windows, PlayStation 3, Xbox 360                                                        | |
| 2013      | DmC: Devil May Cry                       | Microsoft Windows, PlayStation 3, Xbox 360                                                        | |
| 2013      | Fightback                                | iOS                                                                                               | |
| 2014      | Disney Infinity 2.0: Marvel Super Heroes | iOS, Wii U, Microsoft Windows, PlayStation 3, PlayStation 4, PlayStation Vita, Xbox 360, Xbox One | Jeu développé par Avalanche Software, aide pour : Personnages de Green Goblin, Loki, Ronan et Jasmine |
| 2015      | DmC: Devil May Cry Definitive Edition    | PlayStation 4, Xbox One                                                                           | Codéveloppé avec QLOC                                                                                 |
| 2015      | Disney Infinity 3.0                      | iOS, Android, Microsoft Windows, PlayStation 3, PlayStation 4, Wii U, Xbox 360, Xbox One          | Jeu développé par Avalanche Software, aide pour : les combats et le Play Set Twilight of the Republic |
| 2017      | Hellblade: Senua's Sacrifice             | Microsoft Windows, PlayStation 4, Xbox One, Nintendo Switch                                       | Ninja Theory est à la fois développeur et éditeur                                                     |
| 2020      | Bleeding Edge                            | Microsoft Windows, Xbox One                                                                       | Premier jeu de Ninja Theory depuis son rachat par Microsoft                                           |
| 2024-2025 | Senua's Saga: Hellblade II               | Microsoft Windows, Xbox Series, PlayStation 5                                                     | |
| ?         | Project: Mara                            | Microsoft Windows, Xbox Series                                                                    | |